# Nicholas Udall
Nicholas Udall (Hampshire, 1505 – Londra, 23 dicembre 1556) è stato un letterato e drammaturgo inglese.
Docente a Oxford e poi a Eton, severissimo educatore e prelato con manifeste simpatie per il luteranesimo, Nicholas Udall è ricordato nella storia della letteratura come autore della commedia Ralph Roister Doister (1553 ca). Imperniata sul personaggio del soldato millantatore, questa commedia riprende temi e motivi di Plauto e Terenzio, inserendoli in un contesto rurale e popolare inglese, e rappresenta uno dei momenti decisivi dell'evoluzione del dramma anglosassone. 
Fu, nel 1541,  la prima persona ad essere condannata in virtù del Buggery Act, la prima legge inglese espressamente contro la sodomia. Non essendovi aggravanti la pena dell'impiccagione venne mutata in reclusione.